# Dusty Payne
Dusty Payne est un surfeur professionnel américain né le 27 décembre 1988 à Wahiawa, sur l'île d'Oahu, à Hawaï. Il est sponsorisé Nike 6.0, Volcom, Electric Visual et habite aujourd'hui à Lahaina, Maui (Hawaii).

## Prix

### 2008
- 4e au Oakley Pro Junior à Lowers Trestles, Californie.
- 5e au Honda Men's US Open presented by O'Neill à Huntington Beach, Californie.
- 1er au Billabong Junior Pro in Memory of Ronnie Burns à Sunset Beach (Hawaii).

Il participe également aux O'Neill Coldwater Classic, aux Billabong ASP World Junior Championship, ou encore aux Rip Curl Pro Zarautz.

### 2009
- 5e au 6.0 Lower's Pro de Lowers Trestles, Californie.
- 3e au Maresia Surf International, Brésil.
- 5e au Azores Islands Pro, Portugal.
- 5e au O'Neill Coldwater Classic, Canada.
- 4e au O'Neill World Cup, Hawaii.

### 2010
- 4e au Breaka Burleigh Surf Pro, Australie.

Il participe aussi aux Santa Catarina Pro (Brésil), Nike 6.0 Pro (Californie), Billabong Pro (Afrique du Sud), Billabong Pro Teahupoo (Tahiti)...

### 2011
- 5e au Quiksilver Pro d'Australie (Gold Coast, Queensland).
- 3e au Nike US Open of Surfing (Huntington Beach, Californie).
- 5e au O'Neill Coldwater Classic Santa Cruz (Californie).